# 武當 (專輯)
《武當》是香港男子組合Swing的第六張專輯，為復出後的首張專輯。本專輯於2009年9月9日發行，共收錄十首歌，有別於以往二人分別作曲的習慣，是次專輯中所有曲目均由二人共同作曲及編曲。而整張專輯分為CD及DVD兩部份，前者收錄歌曲，後者則收錄了MV、《好回家Swing華山論劍音樂會》片段及製作花絮。

## 專輯簡介

### 《Let It Go》
這是全碟之一最先創作的歌曲。當時二人闊別銀幕七年，因為組合即將重組感到十分興奮，充滿能量。他們與林寶均認為身邊的人對很多事物都太執著，以致生活充斥著負能量，希望教他們學會放下。就像Swing本身，所謂天下無不散的筵席，即使組合要解散，他們也不會覺得是一件慘事。

### 《麵包生命》
整張專輯裡面，這首曲的詞算是較難懂的。黃偉文利用麵包來作人生的比喻，如果覺得人生淡而無味，不妨加入不同的配菜，讓生命更豐富。可惜的是，很多人並未真正了解歌詞的意思，便以為填詞人隨意填上歌詞，不知所云。如何以正確的態度欣賞音樂，反而是此曲意外帶出的問號。

### 《讓左腳先行一步》
本曲末段的口哨獨奏出自《Swing》的《1984》，然而本曲輕快和充滿動感的節奏，與《1984》的優美旋律大相逕庭，使很多人都沒有察覺。

### 《魚蝦蟹》
Jerald曾指，這首歌是他最滿意、最「Swing」的一首歌。歌詞中不斷重複「Bye Bye Whales」、「Bye Bye Lobsters」等各種海洋生物的名字，籍詞表達人類為了一己私慾，濫殺海洋生物的現象。雖然歌詞的題材看似嚴肅，但Swing仍選用了較輕快的方式去處理這首歌；而音樂的旋律看似簡單，其實在和弦及節奏的編排都很有心思、殊不簡單。

## 曲目
| 曲目 | 歌名           | 作曲               | 填詞   | 時間 | MV |
| ---- | -------------- | ------------------ | ------ | ---- | -- |
| 1    | 我有貨         | Eric Kwok / Jerald | 陳詠謙 | 2:58 | 是 |
| 2    | Let It Go      | Eric Kwok / Jerald | 林寶   | 4:14 | 是 |
| 3    | 麵包生命       | Eric Kwok / Jerald | 黃偉文 | 3:45 | 是 |
| 4    | 讓左腳先行一步 | Eric Kwok / Jerald | 陳詠謙 | 3:36 | 否 |
| 5    | 點止兵兵       | Eric Kwok / Jerald | 林若寧 | 2:57 | 是 |
| 6    | 尿床的啟示     | Eric Kwok / Jerald | 陳詠謙 | 3:27 | 否 |
| 7    | Hehehe         | Eric Kwok / Jerald | 林寶   | 3:11 | 否 |
| 8    | 鐘樓駝俠       | Eric Kwok / Jerald | 林若寧 | 3:36 | 否 |
| 9    | 魚蝦蟹         | Eric Kwok / Jerald | 林夕   | 3:55 | 否 |
| 10   | So Say We All  | Eric Kwok / Jerald | 林寶   | 3:33 | 否 |

## 音樂錄像
這張專輯其中一大特色，在於歌曲的MV，Swing以古裝造型構思了一系列故事，並拍攝成四集短片，當作四首歌的MV，因此歌與MV之間並不如普通的歌曲般有直接的關係。
- 第一集《我有貨》
- 第二集《麵包生命》
- 第三集《Let It Go》
- 外傳《點止兵兵》

為了隆重其事，二人更透過唱片公司邀請前輩劉丹及黃日華作友情演出。

## 相關獎項及提名

### 專輯《武當》
- 香港：新城勁爆頒獎禮2009－新城勁爆創作大碟
- 中國：華語金曲奬2009－十大唱片
- 中國：華語音樂傳媒大獎2010－年度粵語專輯

### 歌曲《我有貨》
- 香港：2009年CASH金帆音樂獎－最佳合唱演繹奬
- 香港：新城勁爆頒獎禮2009－新城勁爆歌曲

### 歌曲《麵包生命》
- 香港：2009年CASH金帆音樂獎－最佳合唱演繹奬（入圍五強）

## 外部連結
- 環球唱片官方專輯網頁 （页面存档备份，存于）
- 環球唱片 : 《我有貨》MV （页面存档备份，存于）
- 環球唱片 : 《麵包生命》MV （页面存档备份，存于）
- 環球唱片 : 《Let It Go》MV （页面存档备份，存于）
- 環球唱片 : 《點止兵兵》MV （页面存档备份，存于）
- 黃偉文 : 羨慕Swing風流 2009-06-18 （页面存档备份，存于）
- 頭條日報 : Swing「七年之癢」玩復出 2009-07-30
- 頭條日報 : Swing 自私的復合 2009-09-29